# إيفان ديموف
إيفان ديموف (بالبلغارية: Иван Димов) هو ممثل بلغاري، ولد في 14 يناير 1897 في بلغاريا، وتوفي في 1 أبريل 1965 بصوفيا في بلغاريا.

## وصلات خارجية
- إيفان ديموف على موقع IMDb (الإنجليزية)